# 구름에 가린 계곡
구름에 가린 계곡(La Vallee, The Valley)은 프랑스에서 제작된 바벳 슈로더 감독의 1972년 액션, 드라마 영화이다. 마이크 캐플란 등이 제작에 참여하였다.

## 출연
- 마이클 고더드
- 장 피에르 칼폰
- 발레리 라그레인지
- 뷜 오지에

## 제작진
- 각색: 바벳 슈로더
- 각색: 폴 제고프